# Gilles Lamontagne
Pour les articles homonymes, voir Lamontagne.
Gilles Lamontagne, né le 17 avril 1919 à Montréal et mort le 14 juin 2016 à Québec, est un militaire, homme d'affaires et homme politique canadien. Il est maire de Québec de 1965 à 1977, ministre du gouvernement fédéral de 1978 à 1983 et lieutenant-gouverneur du Québec de 1984 à 1990.

## Biographie
Joseph Georges Gilles Claude Lamontagne naît à Montréal, le 17 avril 1919.
Il étudie à Montréal, à l'Académie Querbes où il fait la rencontre de Pierre Trudeau, au Collège Jean-de-Brébeuf, puis à l'École des hautes études commerciales. Il est pilote d'avion de la Royal Canadian Air Force (RCAF) pendant la Seconde Guerre mondiale, à partir de 1941, à l'âge de 22 ans. Son avion est abattu au-dessus des Pays-Bas, en 1943, et il est fait prisonnier de guerre durant 22 mois,, jusqu'en 1945.
Il s'installe à Québec en 1945, intègre le Club Rotary de Québec en 1947 et s'installe ensuite à Fossambault-sur-le-Lac en 1952. Homme d'affaires à Québec depuis 1947, il entre en politique municipale en 1962 et est élu maire de Québec, poste qu'il conserve pendant 12 ans, de 1965 à 1977. Il est élu à la Chambre des communes en 1977, lors d'une élection partielle. Il y est ministre des Postes puis ministre de la Défense nationale, sous Pierre Elliott Trudeau, en 1983 et 1984. 
Il quitte la politique en 1984 pour devenir lieutenant-gouverneur du Québec, poste qu'il occupe jusqu'en 1990. Puis il est conseiller de 1991 à 2006 chez Consilium, devenu en 1994 GPC International, une firme de consultation en affaires publiques. Il est membre du Conseil économique du Canada.
Il est nommé Officier de l'Ordre du Canada en 1990 et chevalier de l'Ordre national du Québec en 2000.
Gilles Lamontagne meurt le 14 juin 2016 à Québec, à l'âge de 97 ans.

## Vie privée
Il est le père de quatre enfants : Michel (1950-), André (1951-), Pierre (1956–2005) et Marie (1959-). Michel Lamontagne a été à l'emploi de Donald Stovell Macdonald entre 1975 et 1977. Hector Lamontagne, frère de Gilles Lamontagne, a épousé Madeleine David, fille de Louis-Athanase David.

## Honneurs
- 1946 : Cité à la liste d'honneur du roi George VI du Royaume-Uni[2]
- 1971 : Croix du combattant d'Europe[2]
- 1985 : Chevalier de l'Ordre de Saint-Jean de Jérusalem[1]
- 1986 : Doctorat honorifique en droit, du Collège militaire royal de Kingston[1]
- 1987 : Médaille des Nations unies[2]
- 1989 : Doctorat honorifique en administration, du Collège militaire royal de Saint-Jean[1]
- 1991 : Officier de l'Ordre du Canada[5]
- 2000 : Chevalier de l'Ordre national du Québec[2]
- 2005 : Membre de l'Académie des Grands Québécois[1]
- 2006 : Chevalier de la Légion d'honneur[1]
- 2008 : Médaille de la Ville de Québec[1]
- 2012 : Médaille du Jubilé de diamant d'Élisabeth II[6]
- 2017 : Nomination du parc Gilles-Lamontagne à Québec dans le quartier Saint-Roch. Le Parc de la jeunesse a été renommé en son honneur le 19 septembre 2017[7].

## Héraldique
Gilles Lamontagne s'est vu concéder des armoiries le 20 septembre 1988 par l'Héraut d'armes du Canada.
| Deo Favente Vincit Vim Virtus |
| ----------------------------- |

| L'écu de Gilles Lamontagne se blasonne ainsi : D’azur à une porte de forteresse flanquée de deux tours d'argent posée sur un tertre au naturel accostée de deux épées et surmontée d’une couronne de fleurs de lys dont trois sont visibles, le tout d’argent |

### Archives
Il y a des fonds d'archives Gilles Lamontagne à Bibliothèque et Archives Canada et aux archives de la ville de Québec.